# Landkanton Braunschweig (Ost)
Der Kanton Braunschweig-Land (Ost) bestand von 1807 bis 1813 im Distrikt Braunschweig im Departement der Oker im Königreich Westphalen und wurde durch das Königliche Decret vom 24. Dezember 1807 gebildet. Die Verwaltung des Kantons, der keinen eigenen Hauptort hatte, fand von Riddagshausen aus statt.

## Gemeinden
- Veltenhof (bisher fürstl. Gericht)
- Wenden mit Thune
- Rühme, Bienrode und Wendenturm
- Kloster Riddagshausen mit Klein Schöppenstedt und Schöppenstedter Turm
- Querum mit Gliesmarode
- Rautheim mit Melverode
- Klein-Stöckheim